# یوشکو یلیچیچ
یوشکو یلیچیچ (کرواتی: Joško Jeličić؛ زادهٔ ۵ ژانویهٔ ۱۹۷۱) بازیکن فوتبال اهل کرواسی بود.
از باشگاه‌هایی که در آن بازی کرده‌است می‌توان به باشگاه فوتبال سویا، باشگاه فوتبال دینامو زاگرب، باشگاه فوتبال پوهانگ استیلرز، باشگاه فوتبال زاگرب، و باشگاه فوتبال هایدوک اسپلیت اشاره کرد.
وی همچنین در تیم ملی فوتبال کرواسی بازی کرده‌است.